# Neatypus obliquus
Neatypus obliquus är en fiskart som beskrevs av Waite, 1905. Neatypus obliquus ingår i släktet Neatypus och familjen Kyphosidae. Inga underarter finns listade i Catalogue of Life.